# LIPS
《LIPS》是日本男性偶像團體KAT-TUN的第6張單曲作品。

## 概要
- 成員龜梨和也所主演的日本電視台系星期六連續劇《1磅的福音》主題曲。
- 前一張作品是《Keep the faith》，僅相隔約2個月的單曲發售，發售速度有別於以往的快速。
- 自《在我們的城市裡》連續4作品皆是連續劇的主題曲。其中3張單曲是日本電視台的連續劇。（《在我們的城市裡》→《唯愛》、《歡喜之歌》→《特急田中3号》、《Keep the faith》→《有閑俱樂部》、《LIPS》→《1磅的福音』の主題歌。）而且此四項作品皆是成員所主演的連續劇。（《唯愛》《1磅的福音》是龜梨和也。《特急田中3号》是田中聖。《有閑俱樂部》是赤西仁和田口淳之介。）
- 獲得日本公信榜2008年單曲榜年終排名第9名的成績。也是KAT-TUN連續三年的第6張年終排名前10名的單曲。

## 收錄曲

### 初回限定盤
CD
1. LIPS
  - 作詞：Axel-G、RAP詞：JOKER、作曲・編曲： Yukihide"YT"Takiyama
  - 龜梨和也主演的電視劇《1磅的福音》（日本電視台系）主題曲。
2. LOVE
  - 作詞: Axel-G、作曲: Erik Lidbom、編曲: Erik Lidbom・Yukihide“YT”Takiyama

DVD
- 「LIPS」VIEDO CLIP+MAKING

### 通常盤初回版
1. LIPS
2. LOVE
3. MESSAGE FOR YOU
  - 作詞: soba、作曲・編曲: Erik Lidbom
4. LIPS（Original・卡拉OK）
5. LOVE（Original・卡拉OK）
6. MESSAGE FOR YOU（Original・卡拉OK）

### 通常盤
1. LIPS
2. LOVE
3. LIPS（Original・卡拉OK）
4. LOVE（Original・卡拉OK）